# Stephanie Sy

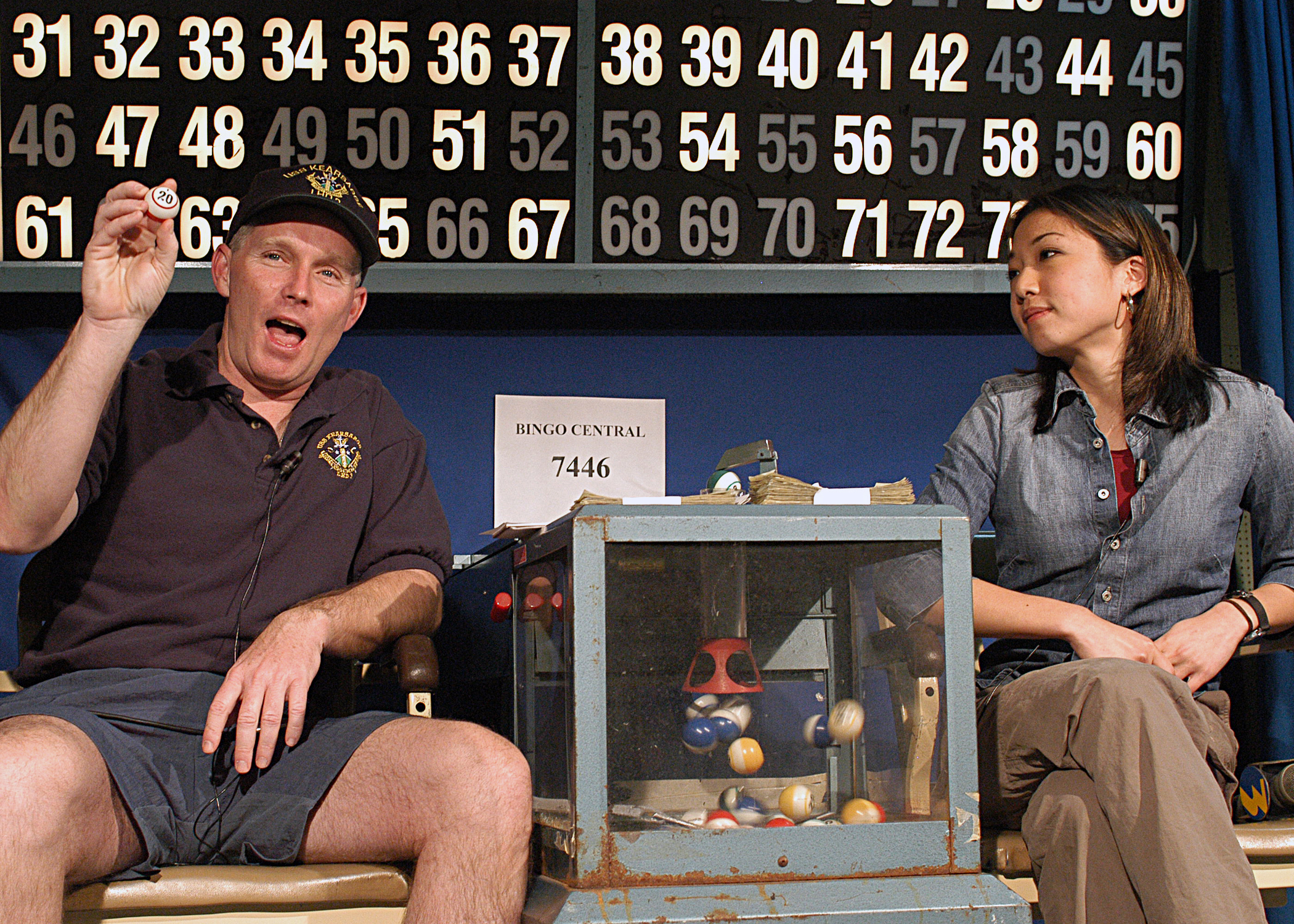
Stephanie Sy 2003

Stephanie Sy (* 16. Januar 1977) ist eine amerikanische Fernsehjournalistin und Nachrichtenmoderatorin. In der Vergangenheit arbeitete sie unter anderem für Al Jazeera America. Sy wurde in Südkalifornien geboren und wuchs dort auf. Sie lebt derzeit mit ihrem Mann und ihrer Tochter in New York City.

## Jugend und Ausbildung
Sy schloss ihr Studium 1999 an der University of Pennsylvania cum laude in den beiden Studiengängen Internationale Beziehungen und Umweltschutz ab.

## Karriere

### ABC
Von August 1999 bis 2001 war sie eine Reporterin und Vertretungs-Moderatorin bei WBTW in Florence (South Carolina). Sie trat WTKR im September 2001 als Kriegsberichtserstatterin bei. Ihre Berichterstattung aus dem Irak als Embedded Journalist während des Irakkrieges von 2003 führte dazu, dass sie im gleichen Jahr von ABC News engagiert wurde. Sy berichtete bis 2006 aus London für ABC NewsOne, von da an aus New York. Im Jahr 2007 wurde sie Auslandskorrespondentin für ABC in Peking. Sy kehrte 2009 nach New York zurück, bis sie 2012 ABC verließ. Während ihrer Zeit bei ABC war sie manchmal stellvertretende Moderatorin bei World News Now.

### Al Jazeera
Von 2012 bis 2013, war Sy Senior Editor und Korrespondent bei Everyday Health. Sy trat Al Jazeera America im Jahr 2013 bei. Sie übernahm die Moderation mehrerer Formate, meistens Weekday Morning News. Gelegentlich führte sie Interviews für Talk to Al Jazeera bis Al Jazeera 2016 geschlossen wurde. Im Verlauf des Jahres 2016 begann sie als freie Reporterin  für Yahoo News, wobei sie hauptsächlich Interviews für die Website führte.

### CNN, Yahoo News, CBSN, PBS Newshour Weekend
Ungefähr seit November 2017 arbeitet sie ebenfalls als freie Moderatorin für CNN und CNN International. Sie vertritt Maggie Lake in CNN Money. Sy arbeitet weiterhin freiberuflich für Yahoo News, CBSN, CBS News online streaming service und PBS Newshour Weekend.

## Persönliches
Stephanie Sy ist seit dem 17. Juni 2017 mit David Jensen Ariosto verheiratet, einem Produzenten bei All Things Considered von NPR. Beide waren vorher schon einmal verheiratet. Sy brachte ihre Tochter Isabel mit in die Ehe.
Sy ist Mitglied des Carnegie Council for Ethics in International Affairs einer non-profit-philanthropischen Organisation aus New York, die sich der internationalen Zusammenarbeit widmet.